# David Jozef Bles
David Jozef Bles (La Haia, 1821 – 1899) fou un pintor neerlandès.

## Biografia
David Jozef Bles a l'edat de tretze anys va ser considerat que tenia el talent suficient per ser acceptat en l'Acadèmia de la Haia. Assistí a classes de 1834 a 1837 i des de 1838 fins a 1841 va ser alumne del pintor Cornelis Kruseman i el seu nebot Jan Adam Kruseman. Llavors Bles viatjà a París per estudiar amb Joseph-Nicolas Robert-Fleury fins al 1843, moment en què s'instal·là a la Haia, encara que continuà sent membre de l'Acadèmia Reial de les Arts i les Ciències (Amsterdam) des de 1845 fins a la seva mort. És conegut per pintar escenes de la història de pintura neerlandesa i pels seus retrats i pintures de gènere.